# Let Me (chanson de Zayn)
Singles
Dusk Till Dawn
(2017) Entertainer
(2018)
Let Me est une chanson du chanteur anglais Zayn, sortie le 12 avril 2018 sous le label RCA Records et apparaît sur le second album de Zayn, Icarus Falls. 

## Composition
Let Me est une chanson au rythme Pop et RnB et a un tempo de 168 bpm,. 

## Clip
Le clip est réalisé par José Padilha. Créativement développé par Zayn en collaboration avec le réalisateur, le clip met en scène l'acteur cubano-américain Steven Bauer ainsi que le mannequin Sofia Jamora. 

## Critiques
Hugh McIntyre du magazine Forbes, trouve la chanson « plus douce et plus discrète que ses premières chansons ». 
Le magazine Time, classe la chanson 6e des 10 pires chansons de 2018. 

## Certifications
| Pays             | Certifications | Ventes |
| ---------------- | -------------- | ------ |
| Australie        | Or             | 35 000 |
| Nouvelle-Zélande | Or             | 15 000 |